# José Victoriano Naranjo Tovar
José Victoriano Naranjo Tovar (* 3. Juli 1941 in Pujilí) ist ein ecuadorianischer Geistlicher und emeritierter römisch-katholischer Bischof von Latacunga.

## Leben
José Victoriano Naranjo Tovar empfing am 2. Juli 1965 die Priesterweihe.
Papst Johannes Paul II. ernannte ihn am 19. Februar 2003 zum Bischof von Latacunga. Die Bischofsweihe spendete ihm sein Amtsvorgänger Raúl Holguer López Mayorga am 25. März desselben Jahres; Mitkonsekratoren waren José Mario Ruiz Navas, Erzbischof von Portoviejo, und Néstor Rafael Herrera Heredia, Bischof von Machala.
Am 30. November 2016 nahm Papst Franziskus seinen altersbedingten Rücktritt an.